# Sächsische Impfkommission
Die Sächsische Impfkommission (SIKO) wurde erstmals 1991 für die oberste Landesgesundheitsbehörde, das Sächsische Staatsministerium für Soziales und Gesellschaftlichen Zusammenhalt (SMS), als Beratergremium berufen. Die Empfehlungen der SIKO dienen dem SMS als Entscheidungsgrundlage für die öffentliche Empfehlung von Schutzimpfungen und anderen Maßnahmen der spezifischen Prophylaxe zum Schutze der Gesundheit nach § 20 Abs. 3 des Gesetzes zur Verhütung und Bekämpfung von Infektionskrankheiten beim Menschen (Infektionsschutzgesetz – IfSG). Grundlage hierfür ist Artikel 72 des Grundgesetzes für die Bundesrepublik Deutschland, der bestimmt, dass im Bereich der konkurrierenden Gesetzgebung die Länder die Befugnis zur Gesetzgebung haben. Gemäß Artikel 74 des Grundgesetzes erstreckt sich die konkurrierende Gesetzgebung unter anderem auf Maßnahmen gegen übertragbare Krankheiten beim Menschen. Auch die Ständige Impfkommission beim Robert Koch-Institut (STIKO) betont, dass ihre Empfehlungen keine unmittelbare rechtliche Wirkung haben, sondern die jeweilige oberste Landesgesundheitsbehörde für die Formulierung öffentlicher Impfempfehlungen zuständig ist.
Der Freistaat Sachsen ist das einzige Bundesland mit einer eigenen Impfkommission.